# Domschatz- und Diözesanmuseum (Passau)
Das Domschatz- und Diözesanmuseum in der Altstadt von Passau befindet sich am Residenzplatz im sogenannten Saalbau, der Alte Residenz und Neue Residenz verbindet.
Der Zugang zum Museum erfolgt über eine vom Domstukkateur Giovanni Battista Carlone gestaltete Wendeltreppe. Gezeigt werden unter anderem liturgische Gewänder, Monstranzen, gotische Tafelbilder und weitere Kunstgegenstände von der Romanik bis zum Barock. Weiterhin wird die Geschichte des Bistums vorgestellt.
Im darunterliegenden Geschoss befindet sich die fürstbischöfliche Bibliothek mit barockem Buchbestand. Der Ausgang erfolgt über das Rokoko-Treppenhaus der Neuen Residenz.